# Molly Ostertag
Molly Ostertag, née le 28 octobre 1991, est une dessinatrice et écrivaine américaine, connue pour son webcomic Strong Female Protagonist, sa série de romans graphiques pour enfants Le Garçon sorcière, et pour son travail de scénariste sur la série d’animation Luz à Osville.

## Biographie
Ostertag grandit dans le nord de l'État de New York aux États-Unis,. Elle fréquente le Bard College et étudie l'illustration et la bande dessinée à la School of Visual Arts (SVA) de New York, où elle obtient son diplôme en 2014. Elle déménage du nord de l'État de New York à Los Angeles en 2016.

### Carrière

#### Comics
En tant qu'artiste de bande dessinée, Molly Ostertag dessine le webcomic de super-héros Strong Female Protagonist écrit par Brennan Lee Mulligan depuis 2012 et dessine la bande dessinée de fantasy Shattered Warrior écrite par Sharon Shinn en 2017. Son premier travail publié a lieu entre 2013 et 2014 lorsqu'elle dessine deux numéros de Tales of the Night Watchman pour So What? Press, The Night Collector (2013) et It Came from the Gowanus Canal (2014). Ce dernier reste l'un des numéros les plus vendus de la série,. En 2016, certaines de ses bandes dessinées sont apparues dans une anthologie avec d'autres artistes de bande dessinée intitulée Chainmail Bikini.
En 2017, Graphix publie Le Garçon sorcière, le premier roman graphique où elle est à la fois au scénario et au dessin. C'est l'histoire du passage à l'âge adulte d'un jeune garçon, Aster, qui a l'intention de devenir une sorcière dans une communauté où les garçons sont censés devenir des métamorphes. Fox Animation acquiert les droits du film en mai 2017, et la suite, La Sorcière secrète, est publiée en 2018. Le troisième livre de la série, La Sorcière du Solstice, est publiée en novembre 2019. Le Garçon sorcière est décrit par Daniel Toy de CNN comme une « histoire émotionnelle et magique [qui] attirera l'attention des jeunes lecteurs », qui enseigne aux lecteurs « l'importance de l'acceptation et de l'amour » tandis que les critiques ont déclaré que le l'histoire d'Aster, qui commence dans le premier livre, est « une parabole de la conformité de genre »,.
Parmi les autres œuvres d'Ostertag, citons la bande dessinée érotique Alleycat et la bande dessinée How the Best Hunter in the Village Met Her Death, pour laquelle elle reçoit le prix Ignatz 2018 pour « histoire exceptionnelle ».
Paste décrit la conception des personnages de Molly Ostertag comme « habile et variée, avec une ligne épaisse et sombre qui ressemble à celle de Faith Erin Hicks », notant qu'elle « utilise principalement les yeux de ses personnages et leur langage corporel pour transmettre des émotions ».
En 2021, Ostertag publie le roman graphique La Fille de la mer. Elle le décrit comme un « roman graphique d'amour d'été pour adolescents » se déroulant en Nouvelle-Écosse, axé sur l'histoire d'une jeune coréo-canadienne de 15 ans nommée Morgan tombant amoureuse d'une selkie nommée Keltie’ . Elle déclare que c’est en quelque sorte basé sur son expérience passée des étés à l'île Wilneff en Nouvelle-Écosse quand elle était enfant. Elle qualifie le livre de sa « première incursion sérieuse » dans le genre romantique. La fille de la mer est nommée pour le GLAAD Media Award du meilleur roman graphique original.

### Animation
Dans le domaine de l'animation, elle travaille depuis 2014 comme designer pour Star Butterfly et comme scénariste pour Luz à Osville et ThunderCats Rrrr. Grande fan du Seigneur des anneaux, elle demande à Amazon en 2020 de la laisser réaliser une animation « centrée sur les enfants Hobbits de la Comté ». En janvier 2021, il est annoncé que Netflix adaptait son roman graphique Le Garçon sorcière en une comédie musicale animée réalisée par Minkyu Lee.
Le 11 décembre 2020, un projet d'Ostertag pour Disney Television Animation sous le nom de Neon Galaxy est enregistré.

#### Autres écrits
En août 2021, Ostertag a ouvert un Substack de romans graphiques intitulé In The Telling. En octobre 2021, elle annonce qu'elle publiera un roman graphique intitulé Darkest Knight sur son Substack pour les abonnés payants, qui se concentrera sur une relation entre une adolescente cis et une adolescente trans, et sera plus tard distribué librement,.

## Dans les médias
En 2014, elle apparaît dans le documentaire She Makes Comics.

## Vie privée
Molly Ostertag est lesbienne. Elle épouse son collègue dessinateur Nate "ND" Stevenson en septembre 2019. Stevenson commence à travailler sur She-Ra et les princesses du pouvoir en même temps qu'il a commencé à sortir avec Ostertag, qui a eu une influence sur la série « dès le début », en proposant une tournure majeure de l'intrigue dans la dernière saison.
Ostertag est également membre des Socialistes démocrates d'Amérique et elle a illustré une affiche de campagne pour la membre du conseil municipal de Los Angeles, Nithya Raman.

### Romans graphiques

#### Série de romans graphiques
- Trilogie Le Garçon sorcière ((en) The Witch Boy)
  1. Le Garçon sorcière, Kinaye, 2020, 224 p.  (ISBN 978-2357990449) ((en) The Witch Boy, Graphix, 2017)
  2. La Sorcière secrète, Kinaye, 2020, 206 p.  (ISBN 978-2357990517) ((en) The Hidden Witch, Graphix, 2018)
  3. La Sorcière du Solstice, Kinaye, 2021, 208 p.  (ISBN 978-2357990784) ((en) The Midwinter Witch, Graphix, 2019)

#### Autres romans graphiques
- (en) Tales of the Night Watchman, So What? Press, 2011–présent 
  - (en) The Night Collector (dessinatrice, 2013) & (en) Sanctuary (character-design, 2018)
  - (en) It Came from the Gowanus Canal (dessinatrice, 2014) & (en) It Came from the Gowanus Canal...Again! (character design, 2017)
- (en) Shattered Warrior, First Second, 2017

- La Fille de la mer, Kinaye, 2022, 256 p.  (ISBN 978-2357991095) ((en) The Girl from the Sea, Graphix, 2021)
- The Deep Dark, Kinaye, 2024, 480 p.  (ISBN 9782357992221)((en) The Deep Dark, Graphix, 2024)

### Jeux de rôle
- (en) Van Richten's Guide to Ravenloft, Wizards of the Coast, 2021[31]

### Webcomics
- (en) Strong Female Protagonist, 2012–2018 [lire en ligne]

- (en) Alleycat, 2017
- (en) How the Best Hunter in the Village Met Her Death, 2018
- (en) Darkest Night, Substack, 2021 [lire en ligne]

## Filmographie

### Film
- 2014 : She Makes Comics : Elle-même
- 2014 : Water Dogs
- 2016 : Neil Gaiman: Dream Dangerously

### Télévision
- 2016-2019 : Star Butterfly
- depuis 2020 : Luz à Osville
- 2020 : ThunderCats Rrrr

### Émissions web et web-séries
- 2017 : Critical Role : Wendy Darling
- 2019 : Adventuring Academy : Elle-même